# 밀라노 교외 철도
밀라노 교외철도(이탈리아어: Servizio ferroviario suburbano di Milano)는 이탈리아 밀라노 대도시권을 달리는 통근열차 체계이다. 11개 노선에 124개 역이 있으며 총 길이는 403 km이다. 하루에 415대의 열차가 오고가며, 일일 승객수는 약 165,000명이다.
밀라노 교외철도는 북서부에서 남서부로 밀라노 시를 가로지르는 지하철도 밀라노 파산테 선을 중심으로 한다. 교외철도의 여러 노선이 파산테 선을 공유하며, 밀라노 도심에서는 지하철 노선의 기능을 한다.
밀라노 교외 철도의 운행 시간표는 주기적으로 돌아가는 방식으로 삼고 있다. 밀라노 지하철와는 서로 운영사가 다르지만 통합 승차권이 있다.

## 노선
푸른색 바탕은 밀라노 파산테 선을 통과하는 노선이다.
| 노선     | 시·종착역                           | 총연장 | 총연장 | 역 수 | 운영사             |
| 노선     | 시·종착역                           | km     | mi     | 역 수 | 운영사             |
| -------- | ----------------------------------- | ------ | ------ | ----- | ------------------ |
| Line S1  | 사론노 – 로디                       | 55.4   | 34.4   | 25    | 트레노르드         |
| Line S2  | 마리아노 코멘세 – 밀라노 로고레도   | 34.0   | 21.1   | 20    | 트레노르드         |
| Line S3  | 사론노 – 밀라노 카도르나            | 23.6   | 14.7   | 13    | 트레노르드         |
| Line S4  | 캄나고-렌타테 – 밀라노 카도르나     | 21.2   | 13.2   | 13    | 트레노르드         |
| Line S5  | 바레세 – 트레비글리오               | 92.6   | 57.5   | 31    | ATI 트레노르드-ATM |
| Line S6  | 노바라 – 피오텔로 ( – 트레비글리오) | 83.5   | 51.9   | 25    | 트레노르드         |
| Line S7  | 레코 – 밀라노 포르타 가리발디       | 57     | 35     | 22    | 트레노르드         |
| Line S8  | 레코 – 밀라노 포르타 가리발디       | 49.9   | 31.0   | 13    | 트레노르드         |
| Line S9  | 사론노 – 알바이라테 베르메조        | 64.0   | 39.8   | 24    | 트레노르드         |
| Line S11 | 키아소 – 로                         | 51.4   | 31.9   | 18    | 트레노르드         |
| Line S12 | Cormano-Cusano Milanino-Melegnano   | 22.4   | 13.9   | 15    | 트레노르드         |
| Line S13 | Garbagnate Milanese-Pavia           | 39.9   | 24.8   | 19    | 트레노르드         |

| 사라진 노선 | 시·종착                         | 총연장 | 총연장 | 역 수 | 운영자     | 해제 사유 |
| 사라진 노선 | 시·종착                         | km     | mi     | 역 수 | 운영자     | 해제 사유 |
| ----------- | ------------------------------- | ------ | ------ | ----- | ---------- | --- |
| Line S10    | 밀라노 로고레도 – 밀라노 보비자 | 24.0   | 14.9   | 8     | 트레노르드 | 치티노 통근철도 10호선과 혼동을 피하기 위해 13호선으로 이름이 바뀌었다. 그 이후에는 남쪽으로 파비아 역까지 확장되었다. |
| Line S14    | 밀라노 로고레도 – 로            | N/A    | N/A    | 11    | 트레노르드 | 2015년 엑스포 기간에만 운영된 노선이며, 차후 노선에 재활용할 계획이다.                                                 |

교외 철도 노선 중에서 서로 같은 궤도를 공유하는 노선은 비슷한 노선색으로 짝지어 놓았다.

## 통합 발권

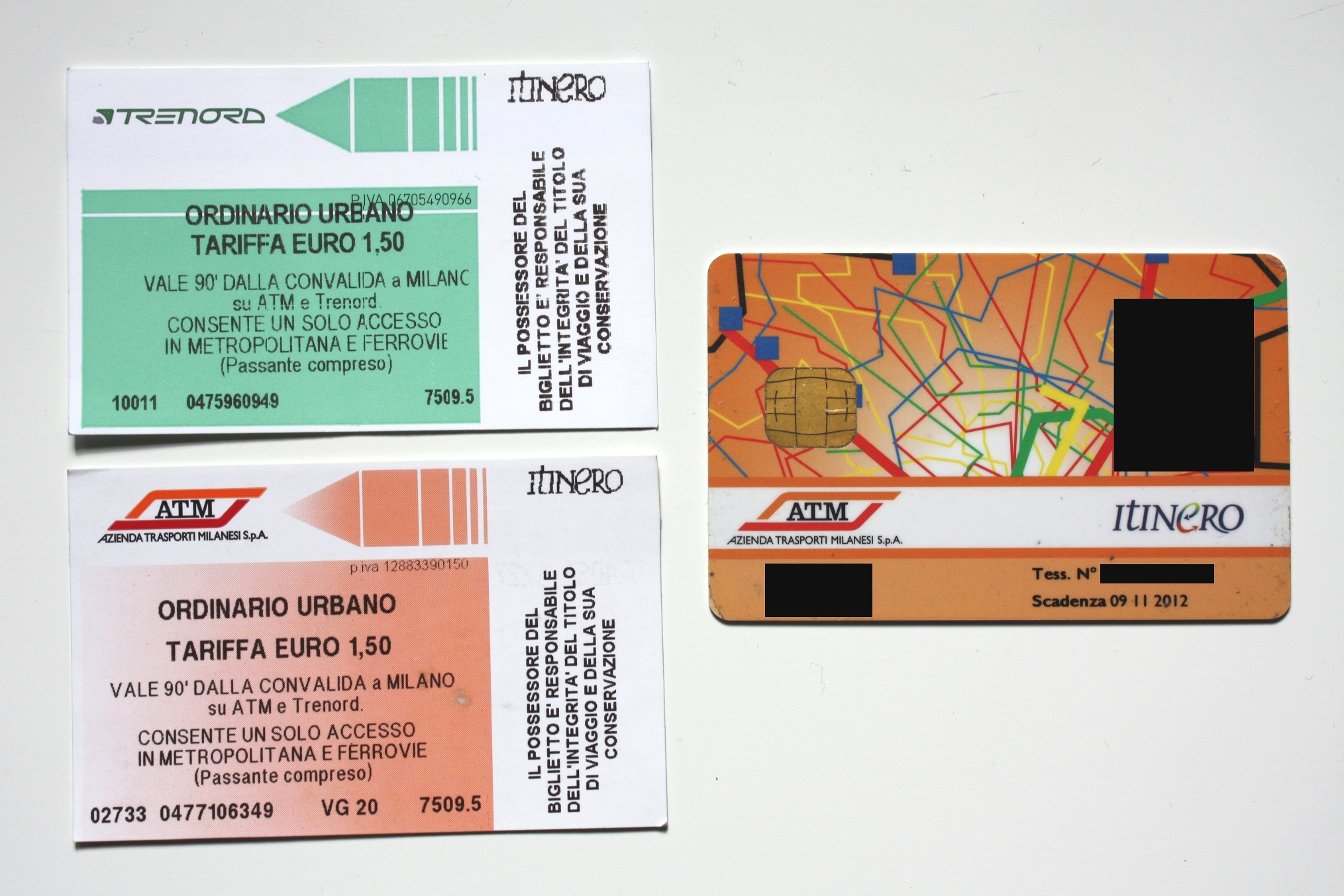
트레노르드(왼쪽 위)의 밀라노 도시 교통 승차권과 ATM(왼쪽 아래)의 동일한 승차권. 오른쪽에는 이티네로(Itinero) 스마트카드가 있다. 왼쪽 하단에는 이름이, 오른쪽에는 사진과 카드 번호가 있다.

통합 승차권은 밀라노 도시 지역 내에서 버스, 트램 및 지하철 노선은 물론 교외 철도로 사용된다. 도시의 Mi1에서 Mi3으로의 단일 이용 승차권은 € 2.00이다. 24시간 및 48시간 승차권과 야간 승차권을 포함한 다른 승차권도 이용 가능하다. 지역 열차 요금은 도시 한도를 초과하여 적용된다. Mi1에서 Mi4로의 요금은 €2.40, Mi1에서 Mi9로의 요금은 €4.40이다.
2004년에서 2007년 사이에 ATM은 정기권으로 청구할 수 있는 비접촉식 카드인 이티네로(Itinero) 스마트카드를 도입하여 밀라노 지역에서 종이 유형의 승차권을 대체했다. 2010년 초, 새로운 스마트카드 인 RicaricaMi가 도입되었다. 새 카드는 크레딧으로 청구될 수 있으며 런던의 오이스터 카드를 모델로 하여 자기식 종이 승차권 대신 이용할 수 있다. 이 카드는 교외의 철도 노선에도 유효하다.
교외의 철도는 지역 통합 티켓 "Io viaggio ovunque in Lombardia"를 이용하여 1-7일 승차권 또는 스마트카드 "Io Viaggio"로 더 오래 사용할 수 있다.

## 철도 차량
몇 가지 열차 유형이 네트워크에서 운영된다. TAF(Treno Alta Frequentazione) 열차는 1990년대 말부터 도입되었다. 트레노르드는 구형 차량을 대체하기 위해 새로운 Treno Servizio Regionale(TSR) 열차를 도입하고 있다. S9에서 S11와 S8은 Vivalto 열차와 2층 열차이다.

## 역사
2004년 12월 12일에 Passante(횡단 철도)의 완공과 처음 8개 노선의 개통으로 전체 서비스가 시작되었다. 그러나 부분적으로 개통된 트랙에서 1997년부터 셔틀 서비스가 운영되고 있었다.
S4선은 2006년 2월 19일에 세베소(Seveso)에서 Camnago로 확장되었다. S9선의 새로운 로모로(Romolo) 역은 3개월 후에 개장했다. S1, S2, S6 및 S10선은 포르타 비토리아(Porta Vittoria)에서 2008년 6월 15일 밀라노 로고레도의 새로운 역까지 확장되었다.
프레냐나 밀라네세(Pregnana Milanese)와 로 피에라 밀라노(Rho Fiera Milano) 두 곳이 2009년에 개장했다. S8과 S11선은 로디와 트레빌리오까지 운행하는 동안 연말에 운영을 시작했다.
2011년 3월 26일 밀라노 지하철 3호선 북쪽 연장 공사가 완료됨에 따라, 지하철과의 환승을 위해 이전역 대신 새로운 역인 아포리 역(Affori)이 개설되었다.
2011년 5월 1일, 새로운 회사인 트레노르드는 롬바르디아주에서, 트레니탈리아, 레노르드의 2개 주요 지역 열차 운영 회사가 합류하여 만들어졌다. 트레노르드는 그 이후로 대부분의 교외 노선 운영자이다.

## 연장 계획
- S2선: 밀라노 로고레도 ~ 피에베 에마누엘레 연장
- S8선: 밀라노 포르타 가리발디 ~ 로 연장
- S13선: 밀라노 보비자 ~ 사론노 연장
- S12선: 밀라노 보비자 ~ 바레도 연장

다음 해에는 적어도 한 개의 새로운 노선이 가동될 것으로 보인다.:
- S14선: 마젠타 - 밀라노 로고레도

밀라노 도시 지역을 위한 몇 개의 새로운 역이 계획되어 있다.("밀라노 티발디(Milano Tibaldi)"와 재건된 "밀라노 포르타 로마나(Milano Porta Romana)" 등)

## 같이 보기
- 이탈리아의 철도 교통
- 밀라노의 교통
- 밀라노 지하철
- 밀라노 교외 철도역 목록

## 사진첩

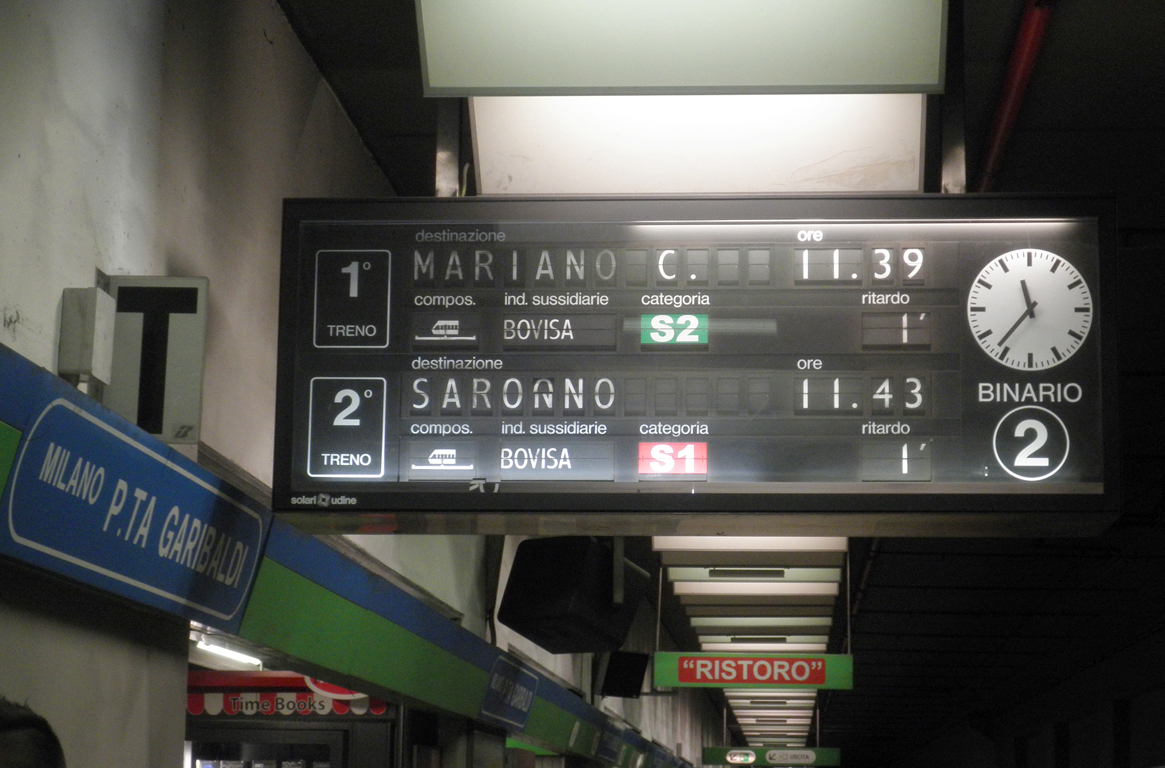
밀라노 포르타 가리발디 역의 플랩식 행선 안내기
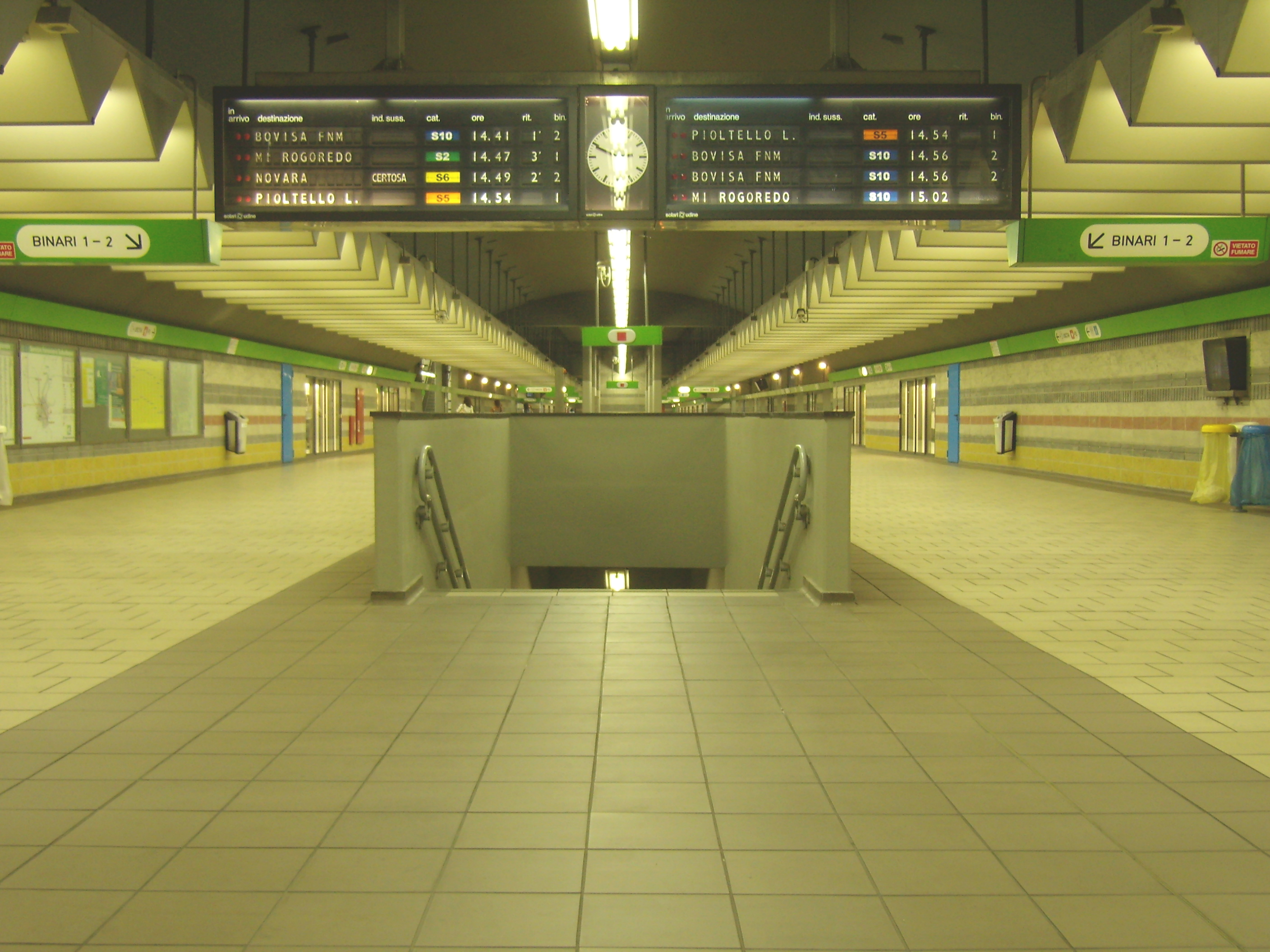
밀라노 포르타 가리발디 역 대합실
시스템 노선도
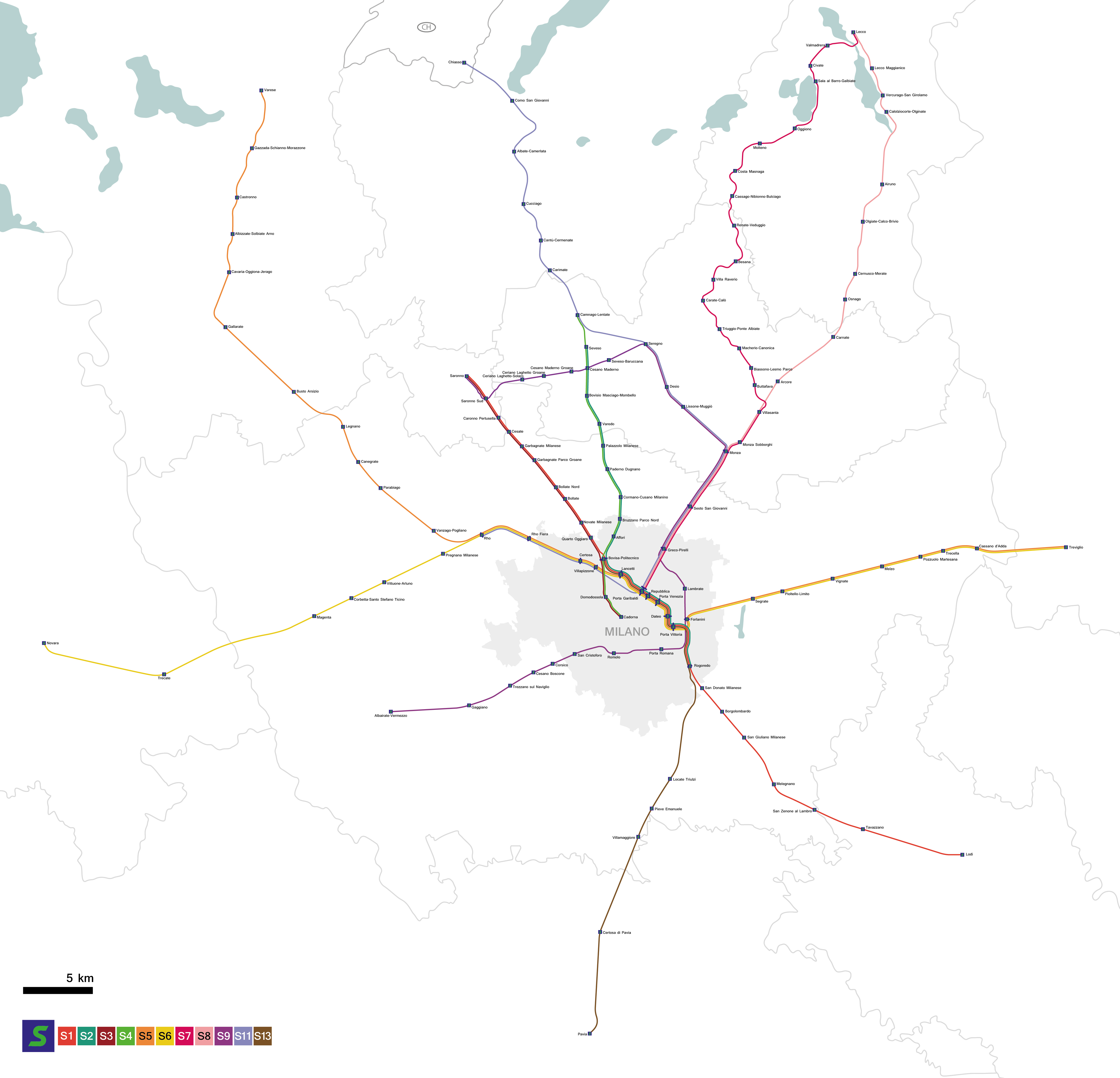
실제 지형에 맞춘 노선도